# Aspasi de Ravenna
Aspasi (en grec antic: Ἀσπάσιος, llatí: Aspasius) va ser un sofista i orador de l'antiguitat que va viure durant el regnat d'Alexandre Sever. Les seves obres, escrites en grec, no s'han conservat.
Era fill de Demetrià, un retòric de cert renom, que el va educar, i fou deixeble de Pausànias i Hipòdrom. Va viatjar per diversos llocs del món acompanyant l'emperador. Va obtenir la càtedra principal de retòrica a Roma fins a la seva mort, a una edat avançada. Va ser famosa en el seu temps la controvèrsia que va tenir amb Filòstrat de Lemnos, que després va ser continuada per altres retòrics de Jònia.
Va ser també secretari de l'emperador, però les seves notes van ser criticades pel seu opositor Pausànias, que deia que eren poc precises i poc clares, a més de tenir un estil declamatori. Va escriure alguns discursos, ara perduts. Filòstrat d'Atenes diu que els discursos estaven escrits sense cap afectació pomposa, i els lloa per la seva senzillesa i claredat.